# Heliophanus innominatus
Heliophanus innominatus là một loài nhện trong họ Salticidae.
Loài này thuộc chi Heliophanus. Heliophanus innominatus được Wanda Wesołowska miêu tả năm 1986.